# Strzyżyki
Strzyżyki (Troglodytidae) – rodzina ptaków z rzędu wróblowych (Passeriformes), obejmująca ponad dziewięćdziesiąt gatunków.

## Występowanie
Rodzina obejmuje gatunki występujące w Ameryce, Eurazji i północnej Afryce.

## Charakterystyka
Są to w większości małe ptaki, mają krótkie skrzydła i zakrzywiony do dołu dziób. Niektóre gatunki często trzymają swój ogon postawiony pionowo w górę, tak właśnie zachowuje się występujący w Polsce strzyżyk zwyczajny. Wszystkie są owadożerne.
U żadnego z gatunków nie występuje dymorfizm płciowy. Wszystkie budują również podobne kuliste gniazda.

## Systematyka
Strzyżyki najbliżej są spokrewnione z siwuszkami (Polioptilidae). Do rodziny zaliczane są następujące rodzaje:
- Salpinctes Cabanis, 1847 – jedynym przedstawicielem jest Salpinctes obsoletus (Say, 1822) – skalik złotorzytny
- Catherpes S.F. Baird, 1858 – jedynym przedstawicielem jest Catherpes mexicanus (Swainson, 1829) – skalik ostrodzioby
- Hylorchilus Nelson, 1897
- Microcerculus P.L. Sclater, 1862
- Thryothorus Vieillot, 1816  – jedynym przedstawicielem jest Thryothorus ludovicianus (Latham, 1790) – strzyżyk karoliński
- Thryomanes P.L. Sclater, 1862 – jedynym przedstawicielem jest Thryomanes bewickii (Audubon, 1827) – strzyżyk myszaty
- Campylorhynchus von Spix, 1824
- Nannus Billberg, 1828
- Cistothorus Cabanis, 1850
- Ferminia Barbour, 1926 – jedynym przedstawicielem jest Ferminia cerverai Barbour, 1926 – strzyżyk kubański
- Thryorchilus Oberholser, 1904 – jedynym przedstawicielem jest Thryorchilus browni (Bangs, 1902) – strzyżyk gajowy
- Troglodytes Vieillot, 1809
- Odontorchilus Richmond, 1915
- Uropsila P.L. Sclater & Salvin, 1873 – jedynym przedstawicielem jest Uropsila leucogastra (Gould, 1837) – strzyżyczek
- Pheugopedius Cabanis, 1851
- Cinnycerthia Lesson, 1844
- Henicorhina P.L. Sclater & Salvin, 1868
- Cyphorhinus Cabanis, 1844
- Thryophilus S.F. Baird, 1864
- Cantorchilus N.I. Mann, Barker, J.A. Graves, Dingess-Mann & P.J.B. Slater, 2006